# Bobbi Brown
|  | Aquest article tracta sobre la directora creativa de Bobbi Brown Cosmetics. Si cerqueu la filla de Whitney Houston, vegeu «Bobbi Kristina Brown». |

Bobbi Brown, nascuda el 14 d'abril del 1957, és una maquilladora professional americana i la fundadora i directora creativa de Bobbi Brown Cosmetics. Brown ha escrit vuit llibres sobre maquillatge i bellesa. És l'editora de les seccions de bellesa i estil de vida a la revista Health magazine, així com de les mateixes seccions del programa radiofònic Elvis Duran and the Morning Show.

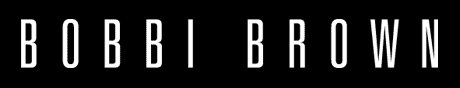
Logotip de Bobbi Brown Cosmetics

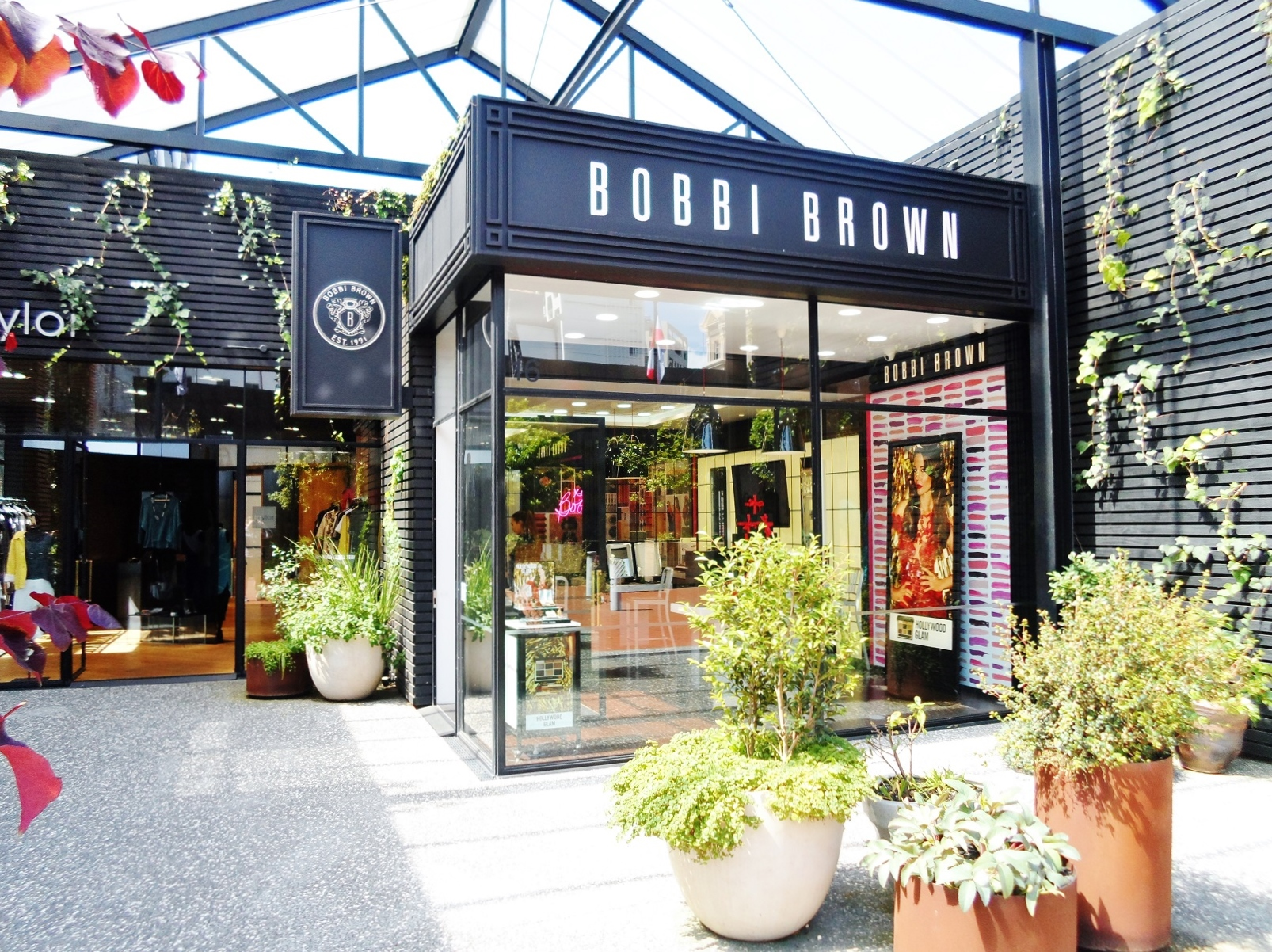
Botiga de Bobbi Brown a Britomart a Auckland, Nova Zelanda

## Biografia
Nascuda a una família americana jueva a Chicago, Illinois, Brown es va graduar en maquillatge teatral a Emerson College, a Boston. El 1980, es va traslladar a Nova York per treballar com a maquilladora professional. Brown va començar a donar-se a conèixer per un estil maquillatge amb tons moderats i naturals, que suposaven un fort contrast amb els colors vius que es feien servir en aquell moment. El 1991, ella i un químic van llançar una línia de pintallavis amb el nom Bobbi Brown Essentials, que va debutar a els grans magatzems luxosos Bergdorf Goodman, a Nova York. L'èxit d'aquesta línia de maquillatge va fer que Estée Lauder Companies comprés l'empresa el 1995. Des de llavors, la seva feina ha aparegut a les portades de revistes com Elle, Vogue, Self i Town & Country. Brown va ser inclosa al New Jersey Hall of Fame (saló de la fama de Nova Jersey), com a membre de la classe de 2013.

## Bobbi Brown Essentials
El 1990, Brown va treballar amb un químic per aconseguir deu tons naturals de pintallavis. El 1991, els deu tons van debutar amb el nom de Bobbi Brown Essentials a Bergdorf Goodman. L'any següent va llançar al mercat bases de maquillatge en barra amb tons grogosos. Estée Lauder Companies Inc. va comprar Bobbi Brown Essentials el 1995, però Brown en va retenir el control creatiu complet. El 2007 es va obrir la primera botiga independent de Bobbi Brown Cosmetics a Montclair, New Jersey, amb una escola de maquillatge a la rebotiga. El 2012 es va estimar que els cosmètics de Bobbi Brown representaven un deu per cent de les vendes totals d'Estée Lauder. A gener de 2014, hi havia aproximadament trenta botigues independents de Bobbi Brown.

## Altres línies de productes
Bobbi Brown té una col·lecció de sis fragàncies anomenades Bobbi, Bath, Almost Bare, Bobbi's Party i Bed.
El 2013 va col·laborar amb Safilo Group S.p.A. per produir una línia d'ulleres, Bobbi Brown Eyewear.

## Llibres
- Bobbi Brown Beauty: The Ultimate Resource (1995) (ISBN 0-446-58134-8)[5][18]
- Bobbi Brown Teenage Beauty: Everything You Need to Look Pretty, Natural, Sexy and Awesome (2000) amb Annemarie Iverson, best seller del New York Times (ISBN 0-06-095724-7)[22]
- Bobbi Brown Beauty Evolution: A Guide to a Lifetime of Beauty (2002) (ISBN 0-06-008881-8)[11]
- Bobbi Brown Living Beauty (2007) (ISBN 0-8212-5834-6)
- Bobbi Brown Makeup Manual: For Everyone from Beginner to Pro (2008) (ISBN 0-446-58134-8)
- Bobbi Brown Beauty Rules (2010) (ISBN 0-811-87468-0)
- Bobbi Brown Pretty Powerful (2012) amb Sara Bliss (ISBN 0-811-87704-3)
- Everything Eyes (2014) amb Sara Bliss (ISBN 978-1-4521-1961-8)

## Causes
Bobbi Brown va llançar The Pretty Powerful Campaign for Women & Girls el Dia internacional de les dones el 2013. Aquesta campanya dona suport a organitzacions que treballen en favor de les dones amb programes de formació i amb l'educació. Les entitats beneficiàries inclouen Dress for Success, the Broome Street Academy High School, i the Girl Rising Fund.

## Vida personal
Brown està casada amb Steven Plofker, tenen tres fills, i viuen a Nova Jersey. Estiueja a Bay Head, a Jersey Shore.